# Torill Thorstad Hauger
Torill Thorstad Hauger (* 22. November 1943 in Oslo; † 4. Juli 2014) war eine norwegische Autorin von Kinder- und Jugendliteratur.
Sie arbeitete im Historischen Museum in Oslo, wo sie u. a. Ausstellungen über die Wikingerzeit organisierte. Nordische Geschichte und Mythologie bilden oft den Hintergrund ihrer Bücher. Ihre Werke wurden in mehr als 12 Sprachen übersetzt und mehrfach ausgezeichnet.
Das Buch Sigurd Drakedreper (dt. Sigurd der Drachentöter) wurde 1989 mit Kristian Tonby in der Hauptrolle verfilmt.
Sie starb am 4. Juli 2014.

## Werke
- Das Rabenmädchen. Aus dem Norwegischen von Christel Hildebrandt. Arena Verlag, Würzburg 1992. Neuausgabe: dtv junior, München 1996, ISBN 3-423-70420-9.
- Wie ein Wolf. Loewe, 1995, ISBN 3-7855-2760-8. Neuausgabe: Arena Verlag, 1998, ISBN 3-401-01910-4.
- Sigurd der Drachentöter. Bücherbar, 1987, ISBN 3-545-32254-8.
- Mond über Eikaberg. Blanvalet, 2000, ISBN 3-442-35177-4.
- Das Mädchen Namenlos. Aus dem Norwegischen von Gerda Neumann. dtv, 1987, ISBN 3-423-70069-6.

- Karl Eugen Olsen fra Vika (1976)
- Røvet av vikinger (1978)
- Flukten fra vikingene (1979)
- Det kom et skip til Bjørgvin i 1349 (1980)
- Trekk fra Oslos historie (1981)
- Sigurd Drakedreperen. Gyldendal 1982, ISBN 82-05-13909-1 (1982)
- Krestiane Kristiania (1984)
- I Dorotheas hus (1986)
- Ravnejenta (1989)
- Varulven og Iselin (1992)
- Sagaen om Håkon og Kristin (1993)
- Tarzan på loftet (1993)
- Tord Illugesson (1995)
- Den lange reisen:
  - Teil 1: Amerika, Amerika (1987)
  - Teil 2: Rødhudenes land (1988)
  - Teil 3: Lincolns blå soldat (1990)
  - Teil 4: Oppbrudd (1991)
- Den store Chicagoreisen (1999)
- Ulvebarna i Vikingdalen (2003)

## Auszeichnungen und Preise
- 1980: Norwegischer Kritikerpreis (Kritikerprisen (Norwegen)) für Kinder- und Jugendliteratur für Det kom et skip til Bjørgvin i 1349[2]
- 1982: Staatliche Kultur- und Kirchenabteilung: Literaturpreis für Kinder- und Jugendliteratur für Sigurd Drakedreperen sowie Spezialpreis für Kinder- und Jugendliteratur 1991 für Den lange reisen
- 1984: Norwegischer Bokhandlerprisen  für Krestiane Kristiania[3]
- 1984: IBBY Ehrenliste für Sigurd Drakedreperen[4]
- 1987: Künstlerpreis der Stadt Oslo[5]
- 1989: Pietro-Paolo-Vergerio-Preis, Jahresliste für Fachbücher für Den store Chicagoreisen.
- 1989: Literaturpreis der norwegischen Schulbibliothekarenvereinigung für Haugers historische Kinder- und Jugendbücher
- 1991: Staatliche Kultur- und Kirchenabteilung: Spezialpreis für Kinder- und Jugendliteratur für Den lange reisen
- 1991: Doblougpreis
- 1994: Kinderbuchpreis der norwegischen Schulbibliothekarenvereinigung
- 1998: Jahrespreis der Osloer Wohlfahrt «Bypatrioten»
- 2005: Nominierung zum Astrid Lindgren Memorial Award (ALMA)[6]